# یودانین
یودانین (به لاتین: Udanin) یک روستای لهستان در لهستان است که در Gmina Udanin واقع شده‌است.

## خصوصیات
یودانین ۹۸۲ نفر جمعیت دارد.

## خواهرخوانده
شهر Oderwitz خواهرخواندهٔ یودانین هست.